# Modlitewnik synajski

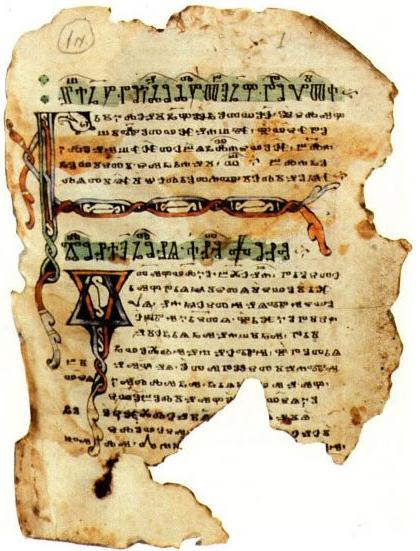
Karta z Modlitewnika synajskiego

Modlitewnik synajski (łac. Euchologium Sinaiticum) – liczący 109 kart manuskrypt pisany głagolicą, zawierający zbiór modlitw liturgicznych w języku staro-cerkiewno-słowiańskim. Sporządzony został w XI wieku, prawdopodobnie na terenie Bułgarii. Do czasów współczesnych zachował się w stanie niekompletnym, brakuje początku i końca rękopisu oraz niektórych kart środkowych.
Modlitewnik zachował się w zbiorach klasztoru św. Katarzyny na Synaju, gdzie w 1850 roku został odnaleziony przez archimandrytę Porfiriusza (Uspienskiego). Uspienski zabrał ze sobą do Rosji 3 karty, z których dwie są obecnie przechowywane w Rosyjskiej Bibliotece Narodowej w Petersburgu, a jedna w bibliotece Rosyjskiej Akademii Nauk w Moskwie. Pozostałe 106 kart nadal jest własnością klasztoru.
Jako pierwszy tekst manuskryptu opublikował Lavoslav Geitler (Zagreb 1882), a następnie Jan Frček (Patrologia Orientalis XXIV 5 Paris 1933, XXV 3 Paris 1939). Najważniejszą edycją było przygotowane przez Rajko Nahtigala wydanie fototypiczne manuskryptu (Ljubljana 1941), połączone z jego transliteracją na cyrylicę (Ljubljana 1942).